# ジンギベレン
ジンギベレン(Zingiberene)は、1つの環を持つセスキテルペンである。ショウガ(Zingiber officinale)の精油の主要構成成分であることから命名された。ショウガの根茎の精油中の割合は、30%にもなる。ショウガに特有の風味を与えている。

## 生合成

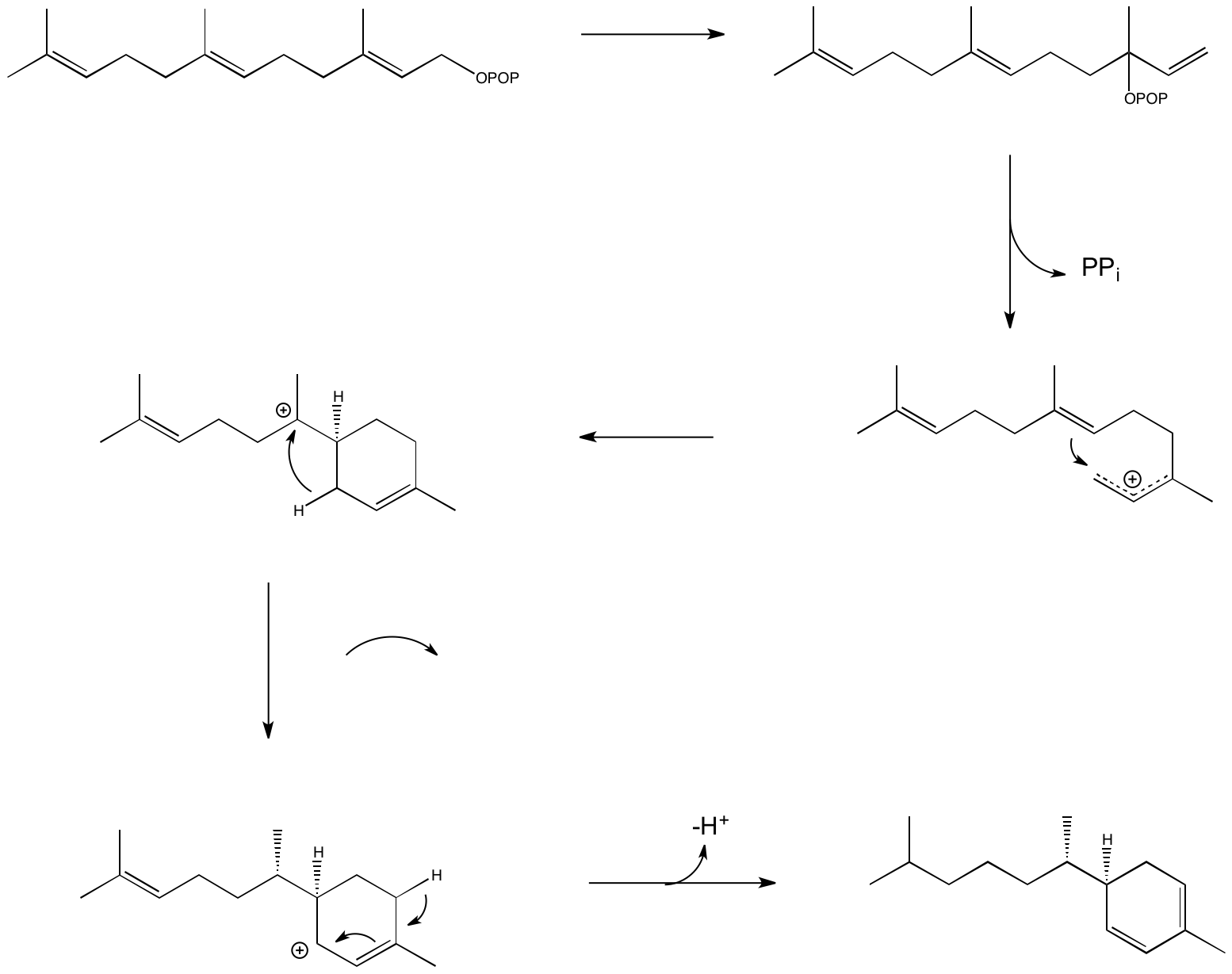
ジンギベレンの生合成

ジンギベレンは、ファルネシルピロリン酸からイソプレノイド経路によって合成される。ファルネシルピロリン酸は、転位反応によりネロリジル二リン酸となる。二リン酸基が除去された後、環にカルボカチオンを残して閉環する。その後、1,3-水素化物が移動し、カルボカチオンをより安定させる。ジンギベレンの合成の最後の段階では、アリル基の水素原子が除かれ、二重結合が形成される。ジンギベレンシンターゼは、ジンギベレンの他、その他のモノテルペン及びセスキテルペンを合成する反応を触媒する。